# Monica Andersson
Gerd Eva Monica Andersson, född 3 mars 1948 i Linköping, är en svensk tidigare socialdemokratisk politiker, borgarråd och ämbetsman, samt sedan 2009 fil dr i statsvetenskap och universitetslektor vid statsvetenskapliga institutionen på Stockholms universitet. Andersson var även ordförande för Samfundet S:t Erik under åren 2010–2023.

## Politiker
Monica Andersson var riksdagsledamot 1982–1988 och statssekreterare i socialdepartementet 1985–1988 under regeringen Carlsson I. Därefter borgarråd i Stockholm 1988–1995.

## Generaldirektör
Monica Andersson var generaldirektör för Banverket 1996–1997.
Andersson var en av de chefer på Banverket som misstänktes för brott, men aldrig åtalades, i samband med tunnelbygget vid Hallandsåsen. Däremot vittnade hon vid rättegången.
Andersson avgick som generaldirektör i protest mot vad hon ansåg var en oansvarig finansiering och bristande handläggning av citytunneln under Malmö. Enligt Andersson hade regeringen gett direkta order till Banverkets styrelse om att teckna avtal gällande citytunneln med det statliga bolaget Svedab. Svedabs VD Karl-Otto Sicking var en av de som instämde i en byggteknisk och ekonomisk kritik mot projektet. Senare gav både Riksdagens revisorer och Riksgäldskontoret Andersson rätt.

## Debatten om Slussen
Andersson var även 2008 en av fem avsändare till förslaget Ny syn på Slussen i debatten om Slussens ombyggnad i Stockholm.